# Idioma brahui
El brahui (en brahui, براہوئی) es una lengua drávida que se habla principalmente en Beluchistán (Pakistán) y en zonas limítrofes de Afganistán e Irán. Es la lengua del pueblo brahui, pero también es hablada por muchos miembros del pueblo baluchi. Es la quinta lengua dravídica por número de hablantes, y es la única que no se habla en la India; se estima un total de algo más de cuatro millones de hablantes.
Es una lengua escrita que utiliza el alfabeto árabe debido a que sus hablantes son musulmanes.

## Distribución
El brahui es el idioma dominante en la parte central de la provincia de Baluchistán, en Pakistán, y es mayoría en los distritos de Kalat, Mastung y Khuzdar, aunque también se habla en los distritos vecinos, e incluso en la capital provincial, Quetta. En Afganistán se habla brahui en el extremo sur del país en comunidades aisladas, excepto una zona concentrada en el sur de la provincia de Kandahar. Así como hay muchos hablantes de brahui de origen beluchi —y en su mayoría son bilingües— también hay comunidades étnicamente brahui que han cambiado su lengua por el idioma baluchi o el pashtún.
De acuerdo con Ethnologue, la gran mayoría de los hablantes de brahui vive en Pakistán, con minorías en Afganistán y una mucho menos significativa —alrededor de 22 000 personas— en Irán. También menciona la existencia de minorías en Turkmenistán y en los estados del Golfo Pérsico.

## Clasificación y dialectos
El idioma brahui pertenece, junto al idioma kurukh (oraon) y al malto, al grupo de las lenguas dravídicas septentrionales. Se ha visto fuertemente influenciada por las lenguas iranias que se hablan en la zona, especialmente el balochi, el sindhi y, en menor medida, el pashtún.
Posee tres dialectos: el sarawani en el norte, el jhalawani en el sudeste y el chaghi o brahui de Kalat en el oeste. No hay diferencias importantes entre estos dialectos, que son mutuamente inteligibles.

## Fonología
Las vocales son los mismos que en baluchi: larga ā /aː/, ē /eː/, ī /iː/, ō /oː/, ū /uː/ largas; a /a/, i /i/, u /u/ cortas, en raras ocasiones y préstamos la e /e/ corta; diptongos [aj] y [aw].
|         | Anterior | Central | Posterior |
| ------- | -------- | ------- | --------- |
| Cerrado | i⠀iː     |         | u⠀uː      |
| Media   | e⠀eː     |         | oː        |
| Abierta |          | a⠀aː    |           |

Las consonantes son también muy similares a las del baluchi, pero el brahui posee más fricativas y nasales.
|                        | Labial | Labial | Alveolar | Alveolar | Retrofleja | Retrofleja | Alveolopalatal | Alveolopalatal | Velar | Velar | Glotal |
| ---------------------- | ------ | ------ | -------- | -------- | ---------- | ---------- | -------------- | -------------- | ----- | ----- | ------ |
| Nasal                  |        | m      |          | n        |            | ɳ          |                |                |       | (ŋ)   |        |
| Oclusiva               | p      | b      | t        | d        | ʈ          | ɖ          | t͡ʃ             | d͡ʒ             | k     | ɡ     | ʔ      |
| Fricativa sibilante    |        |        | s        | z        |            |            | ʃ              | ʒ              |       |       |        |
| Fricativa no sibilante | f      |        |          |          |            |            |                |                | x     | ɣ     | h      |
| Fricativa lateral      |        |        | ɬ        |          |            |            |                |                |       |       |        |
| Aproximante lateral    |        |        |          | l        |            |            |                |                |       |       |        |
| Vibrante simple        |        |        |          | ɾ        |            | ɽ          |                |                |       |       |        |
| Semiconsonantes        |        |        |          |          |            |            |                | j              |       | w     |        |

## Ortografía
El brahui es el único idioma dravidiano que no se sabe que se haya escrito con un lenguaje basado en alfabetos bráhmicos; en cambio, desde la segunda mitad del siglo XX se escribe con el alfabeto árabe.
Más recientemente, una ortografía basada en el alfabeto latino llamada Brolikva (una abreviatura de Brahui Likvar) fue desarrollado por el Consejo de la Lengua Brahui de la Universidad de Baluchistán en Quetta, y adoptada por el periódico local Talár. Las letras de este alfabeto son:
| b | á | p | í | s | y | ş | v | x | e | z | ź | ģ | f | ú | m | n | l | g | c | t | ŧ | r | ŕ | d | o | đ | h | j | k | a | i | u | ń | ļ |

Las letras con diacríticos son las vocales largas, consonantes post-alveolares y retroflejas, la fricativa velar y la fricativa sorda lateral.

## Peligro de extinción
De acuerdo con informe de la Unesco del año 2009, el brahui es uno de los veintisiete idiomas de Pakistán que se enfrentan al peligro de extinción, aunque está clasificado como "no seguro", el mínimo nivel mínimo de preocupación de los cinco existentes (vulnerables, en peligro, seriamente en peligro, en peligro crítico, y extinta).

## Publicaciones
El primer diario en idioma brahui es Talár, que utiliza la nueva ortografía latina, y se presenta como "un intento de estandarizar y desarrollar la lengua Brahui para cumplir los requisitos del discurso político, social y científico moderno."

## Historia
No hay consenso en cuanto a si el brahui es un lenguaje relativamente reciente introducido en Beluchistán o un remanente de una familia de lenguas drávidas anterior a la llegada de las invasiones indoeuropeas a partir de la mitad del segundo milenio A.C. que ha permanecido más de tres milenios sin ser reemplazada por las lenguas vecinas; esta teoría supone que la gran mayoría de los pueblos de la península india y del actual Pakistán deben haber sido necesariamente drávidas, o bien que los drávidas emigraron hacia el sur en respuesta a la llegada de los indoeuropeos.
Otras teorías ven al brahui como un idioma llegado a la región en tiempos mucho más recientes, durante la primera mitad del segundo milenio de nuestra era. Esta teoría está sustentada en la ausencia de préstamos lingüísticos más antiguos que esa fecha, como los del idioma avéstico. El principal contribuyente indoeuropeo al vocabulario brahui es el beluchi, un grupo étnico que se instaló en la región alrededor del año 1000.
Una tercera teoría postula también una emigración desde el subcontinente indio, pero más tardía, en los siglos XIII o XIV.